# Дильмун
Ди́льму́н (шум. 𒉌𒌇 kur.dilmun.na; аккад. 𒉌𒌇𒆠 Тельмун; араб. دلمون‎; греч. Τύλος; лат. Tylus) — в глубокой древности название острова Бахрейн в Персидском заливе, также географическая область собственно острова и противолежащей части Восточной Аравии, и название одноимённого города-государства, вместе с подчинёнными ему районами побережья и островами, известные с III тысячелетия до н. э. шумерам и аккадцам.

## История

### Шумеро-аккадский период
Дильмун изредка упоминается на протяжении всей месопотамской истории. Впервые о Дильмуне упоминается в шумеро-аккадской мифологии, затем — в месопотамских надписях правителей и производственно-торговых документах, а также в аккадских надписях с самого Бахрейна. Причём в различных шумерских источниках Дильмун называется то «страной», то «городом». С Бахрейном ещё в XIX веке его отождествил один из первых ассириологов сэр Генри Кресвик Роулинсон.
О Дильмуне говорится в текстах шумерской мифологии и аккадском героическом эпосе о Гильгамеше. В шумерской мифологии Дильмун иногда описывается как «Место восхода солнца» или «Земля жизни», а его покровителем является богиня Нинсикила (местное отождествление Нинхурсаг). В сохранившихся мифологических рассказах шумеров и аккадцев Дильмун представляется родиной человечества и колыбелью цивилизации в целом и шумерского народа в частности. Особое внимание в мифологии уделено пресным подземным водам Дильмуна, существующим благодаря деяниям и заботам богов Энки и Нинхурсаг. Так в шумерском «Сказании об Энки и Нинхурсаг» Дильмун предстает местом идеализированной счастливой жизни и изобилия: «Дильмун есть страна, страна пресветлая. <…> Дильмун страна непорочная, Дильмун страна воссиянная. А там, в Дильмуне ворон не каркает. Птица смерти не накликает смерти. Там лев не бьет. Волк ягненка не рвет. Там собака сторожевая, как козлят стерегут, не знает. Там свинья зерна не пожирает. <…> Там старица не говорит — „я старица“. Там старец не говорит — „я старец“. <…> Да станет Дильмун „Домом прибрежным, пристанью всей страны“!».
В шумерских сказаниях героического цикла и поэме о Гильгамеше Дильмун объявлен местом жительства Зиусудры (Атрахасиса, Ут-Напишти(ма), Ноя, Ксисутроса) — правителя, спасшегося от потопа, к которому Гильгамеш приплывает после смерти своего друга Энкиду в поисках секрета вечной жизни.
В торговых надписях шумерских городов-государств III тысячелетия до н. э. Дильмун играет роль посредника (через Маган — современный Оман) в торговле Шумера с Хараппской цивилизацией долины Инда (страна Мелухха аккадских записей). Через Дильмун в Шумер осуществлялся экспорт меди, драгоценных камней, жемчуга и отдельных овощей, взамен из Месопотамии через остров вывозилась разнообразная продукция сельского хозяйства. Остров был также ареной постоянного политического влияния различных государственных образований Месопотамии.
Первое документальное упоминание о Дильмуне встречается на шумерской глиняной табличке, найденной в храме богини Инанны в Уруке. Также Дильмун упоминается в нескольких надписях лагашского правителя Ур-Нанше. Одно из повторяющихся в них предложений гласит: «Корабли Дильмуна доставили дерево как дань чужих земель». Примерно через столетие, в XXIV веке до нашей эры, царица Лагаша Баранамтарра получила подарки от царицы Дильмуна, что свидетельствует о наличии дипломатических отношений между двумя государствами.
Дильмун оставался важным центром международной торговли и после объединения Шумера и Аккада под властью царей Саргона Древнего и Ур-Намму. Источники времён Саргона Аккадского утверждают, что он не только торговал с Дильмуном, но и покорил его. По царской надписи «Саргон — царь Киша. <…> Корабли Магана, Мелуххи и Дильмуна он привязал в гавани Аккада» ("Надпись Саргона RIME 2.1.1.11. Строки 1—16). А в поэме II тысячелетия до н. э. от лица царя города Аккада Саргона говорится: «Страну морскую трижды осаждал я. Дильмун победил я» («Я — Шаррукен, царь могучий…». Строки 18—19).
В Уре и Ларсе в XX—XVIII веках, как это известно из клинописных архивов, были целые группы купцов специализируется на торговле с Дильмуном. При царе Гунгунуме царство Ларсы, Шумера и Аккада возобновило через Ур активную торговлю с Мелахой (Индией), через перевалочный пункт в Тельмуне (Дильмуне), первые контакты с которым были налажены ещё при ранних царях Исина.
Во время раскопок в 1879 году на территории Бахрейна капитаном Э. Л. Дюраном был найден важный исторический источник, происходящий из фундамента дворцового комплекса — закладной базальтовый конус чёрного цвета с аккадской старовавилонской надписью: «Дворец Римума служителя бога Инзака, человека [племени] агарум». Сегодня известен последовательный ряд царских имён из династии Дильмуна, относящейся примерно к XVIII веку до н. э.: Римум, Ягли-Эль, Суму-лель. Возможно, что тогда, в период постепенного упадка Старовавилонского царства Дильмун был независим от правителей Месопотамии.
Затем Дильмун теряет независимость, видимо, подчинившись после 1500 г. до н. э. династии Приморья. Последний царь этой династии Эйягамиль упоминается в тексте, найденном в Калат-аль-Бахрейне. После этого остров попадает под власть правителей Касситской державы Вавилона, ранее захвативших и область династии Приморья. Теперь Дильмун становится наместничеством касситов. Он упоминается в двух аккадских письмах периода правления касситского царя Бурна-Буриаша II (около 1370 до н. э.). Эти письма были отправлены наместником Дильмуна Или-иппашрой его другу Энлиль-Кидинни, наместнику священного города Ниппура. А в XIII веке до н. э. «царём Дильмуна» назван не только касситский вавилонский царь Каштилиаш IV, но и победивший его ассирийский царь Тукульти-Нинурта I («Надпись Тукульти-Нинурты I 17»).
Последующие века Дильмуна нам совершенно не известны. Однако, не утративший своё торговое значение, он повышает свой политический вес и к VIII веку до н. э. вновь становится известным как царство, хотя и зависимое от Новоассирийской империи. Так в период VIII—VII веках до н. э. на острове правили собственные цари. Все они были добросовестными вассалами, платившими дань Ассирии при её великих царях Саргоне II, Синаххерибе, Асархаддоне и Ашшурбанапале, что отмечено в ассирийских царских анналах. В анналах Саргона II говорится, что «Упери, царь Дильмуна, чья обитель расположена <…> посреди моря, там, где встает Солнце, прослышав о благоволении ко мне богов Ашшура, Набу и Мардука, прислал искупительный дар». Затем в династии Упери правили цари Ахундару I, Канайя и Ахундару II. Но зависимость от Ассирии проявлялась не только в приношении дани. Примером служит время Синаххериба, когда команда солдат была направлена из Дильмуна в Вавилон, чтобы помочь разрушить город. При этом, с собой они взяли бронзовые лопаты и пики, названные традиционными предметами Дильмуна.
Позже Дильмун вошёл в состав Нововавилонского царства, но уже как особое наместничество. Вслед за этим в 539 г. до н. э., вместе с остальными землями Вавилонии, Дильмун был присоединён к Ахеменидской державе. К этому времени относится частный клинописный аккадский контрактный договор на глиняной табличке, найденный в более позднем захоронении в юго-западном углу форта Калат аль-Бахрейн. Этот документ чётко датирован — «19 год Дария, царя Вавилона и других стран», то есть между 504 и 503 годами до н. э.

### Эллинистический период
Последующие упоминания об острове, уже под греческим названием Тилос (Тил — Τύλος, Тир — Τύρος), относятся к периоду эллинизма. В основном это географические упоминания об Бахрейнских островах, в главным образом о Тилосе, который богат жемчужными раковинами, и краткие сведения его о природе и растительном мире.
Сподвижник Александра III Македонского Неарх Амфипольский, прошедший по его приказу с флотом путь от Инда до устья Евфрата, проплывал мимо острова, но не высаживался на него (Флавий Арриан Никомедийский. «Анабасис Александра». Кн. VII, гл. 20).
Немного позднее, Александр Великий отправил из Месопотамии, согласно Арриану, несколько судов специально для овладения побережьем Аравии, и в том числе островом Тилос. Среди них было и 30-вёсельное судно под началом триерарха Архия (Архиаса) из Пеллы, команда которого достигла Тилоса около 323 года до н. э. Архий сообщил Александру следующее: «Другой остров отстоит от устьев Евфрата на расстоянии дневного и ночного перехода при попутном ветре. Имя ему Тил. Он велик, гор там нет и лесов мало; но всё посеянное и посаженное он растит в изобилии» (Арриан. «Анабасис Александра». Кн. VII, гл. 20). О своём путешествии примерно в 324—323 годах до н. э. также на 30-вёсельном судне до Тилоса и южнее написал и, проследовавший здесь ранее с Неархом, триерарх Андростен с Тасоса («Вдоль побережья Индии» («Плавание вокруг Индии»). Отрывки сохранились у Аристобула Кассандрийского, Теофраста и Арриана). Далее всех из этих судов вдоль северного берега Аравийского полуострова прошёл кормчий Гиерон Солийский с Кипра, тоже на 30-вёсельном корабле. И он даже что-то рассказал об этом пути (в том числе и о Тилосе) царю Александру (Арриан. «Анабасис Александра». Кн. VII, гл. 20), но самих этих сведений до нашего времени не сохранилось.
В античности о Тилосе-Бахрейне, кроме Арриана, упомянули ещё несколько писателей. Так Теофраст Эресийский с Лесбоса («Исследование о растениях». Кн. V, гл. 4, пргр. 7-8) подробно рассказал о некоторых растениях Тилоса. В частности он указал: «(7) На острове Тиле около Аравии есть, говорят, дерево, из которого там строят суда: оно вовсе не гниёт в морской воде и, находясь под водой, сохраняется больше двухсот лет; на суше оно тоже долговечно, но все же начинает гнить скорее…».
Затем Страбон Амасейский («География». Кн. XVI, гл. III) описал острова Бахрейн и Мухаррак — «Тир <!> и Арад, где находятся святилища, похожие на финикийские», а Гай Плиний Старший («Естественная история»), упомянул сам остров «Тил (или Тир)» (Кн. VI, гл. XXVI; Кн. XII, гл. XXI) и «Малый Тил» (Кн. XII, гл. XXI), описывая их растения.
Отрывок из утраченной книги Исидора Харакского «Описание Парфии» приводит Атеней Навкратийский («Пирующие софисты». Кн. III, гл. 46). В нём с подробностями рассказывается о добыче жемчуга на не названном по имени острове. Однако, речь идет именно о Тилосе-Бахрейне, всегда славившегося своим жемчугом: «в Персидском море есть остров, возле которого находят очень много жемчуга. Поэтому вокруг острова сделали мостки из тростника, и люди ныряют с них на глубину двадцати саженей за двустворчатыми раковинами…».
Период владычества Селевкидов на Тилосе мало изучен. Однако известно, что в 205 году до н. э. Антиох III Великий провёл морской поход в Аравию, в ходе которого получил значительный выкуп с портового города Герры (современный аль-Укайр). «После этого Антиох совершил плавание к острову Тилу» (Полибий Мегалопольский. «Всеобщая история». Кн. XIII. гл. 9). Видимо тогда на острове был установлен военный пост.
Затем Тилос, с основанием около 130 года до н. э. бывшим селевкидским сатрапом Гиспаосином нового государства, вместе с другими областями Южной Месопотамии отошёл к царству Харакена. В подтверждение этого на острове была открыта надпись «стратега Кефисодора», сделанная им около 124 года до н. э. в честь первого харакенского царя Гиспаосина и царицы Талассии.
Позднее Харакена, а с ней и Тилос были зависимы от Парфянской державы, а с 222 года н. э. остров отходит к династии Сасанидов. Уже в IV веке, при Шапуре II, Тилос надолго становится провинцией Мазрун Державы Сасанидов.
Весь доисламский период истории у арабов называется джахилия. После арабского завоевания острова в 628 году он здесь заканчивается и начинается уже мусульманская история Бахрейна.

## Археология, население и культура
Археологические исследования на территории Бахрейна ведутся ещё с XIX века. На северном побережье острова в развалинах Калат-аль-Бахрейна (букв. «Крепость Бахрейн») археологами было обнаружено древнейшее и значительное по размерам городское поселение. Занимавшее площадь около 19 гектаров и населённое несколькими тысячами жителей, оно отождествляется с древним столичным городом-гаванью Дильмуном. Поселение расстраивалось в несколько этапов в период около 2800—1700 до н. э., что соответствует времени упоминания о Дильмуне в ранних месопотамских источниках.
Датская археологическая экспедиция под руководством Дж. Бибби под стенами португальского форта XVI века в Калат-аль-Бахрейне обнаружила и исследовала остатки порта Дильмуна — облицованную камнем гавань для стоянки кораблей внутри городских стен, причалы, «таможню», склады и т. д., а также прилегающий храмовый комплекс.
На Бахрейне сохранились и остатки более десятка царских курганов Дильмуна (в местечке Аали в центральной северной части острова) — захоронений правителей и аристократов, представлявших династию Римума (XVIII века до н. э.). Недавнее открытие дворца Рас-аль-Калах на острове Бахрейн принесло новую информацию о позднем периоде истории Дильмуна.
Археологами на Бахрейне также найдены и прослежены остатки обширной системы орошения на основе подземных пресных источников.
Основным населением Дильмуна и Тилоса, как и прилегающих территорий и островов с древности являлись семитские этногруппы: арамейские (племя агарум), а затем арабские племена. Идеи же, что Дильмун является местом, откуда произошли шумеры, в современной науке считаются поздней месопотамской книжно-мифологической конструкцией. В процессе международной торговли на этих землях поселялись, иногда в значительном количестве, представители других древних народов: шумеры, аккадцы, эламиты, дравиды, индоарии, касситы, персы, финикийцы, греки, парфяне, римляне и выходцы из других стран и регионов. Межнациональными, используемыми в торговле и религиозных делах, для них всех были аккадский, шумерский и арамейский, а затем древнегреческий и арабский языки.
Первоначально преобладающими видами письменности на Дильмуне и Тилосе и в северной прибрежной Аравии были шумерская и аккадская клинопись, также здесь найдены следы использования древнеиндской письменности, позднее распространилось и древнегреческое письмо.
При этом археологические памятники, сходные с материальной культурой Бахрейна, и с большим количеством месопотамских объектов, напоминающие найденные в дильмунских поселениях на Бахрейне, встречаются также на южном побережье и на ряде островов Персидского залива (Файлака, Тарут и др.). Многие артефакты истории Дильмуна и Тилоса представлены в фондах и экспозиции Национального музея Бахрейна.
В 2005 году ЮНЕСКО включило в список Всемирного наследия под номером 1192 «Археологические памятники Калат-аль-Бахрейн» (в русскоязычной версии, или на английском «Qal’at al-Bahrain — Ancient Harbour and Capital of Dilmun» — «Калат-аль-Бахрейн — древняя гавань и столица Дильмуна»).

## Мифология и религия
На Дильмуне было распространено почитание бога Инзака (Эншага), известного из месопотамских источников как главное божество острова. Бог Инзак также задокументирован и в надписях с Бахрейна. Его супругой считалась богиня Панипа. Инзак считался сыном богини Нинсикилы-Нинхурсаг и бога Энки, и отождествлялся с богом Набу. В аккадском списке касситского времени перечислены среди других богов и два дильмунских — Муати и Энзаг (Инзак бахрейнских источников), и оба они были названы «Набу Дильмуна». Причём дильмунцы почитали местного бога Муати в культе Иштар, и отождествляемого с ним Инзаком как богов растительности, плодородия и жизненной силы вообще, связанных с культом воды. Характерно, что храм бога Инзака был раскопан археологами также на острове Файлака.
У жителей Дильмуна существовал обычай, закапывать под полом дома горшок со змеёй. Археолог Дж. Бибби сравнил его с преданием о Гальгамеше, в котором сказано, что змея проглотила приобретённый им «цветок бессмертия». И, следовательно, такое приношение может уберечь от болезней и продлить жизнь.
Имеются на Бахрейне и храмы ближневосточного типа. Так, например, в северной части Бахрейна были раскопаны три храма в деревне Барбар. Особый интерес представляет хорошо сохранившийся раскопанный храм к югу от современного Саара, в древнем городище 2300—1700 годов до н. э.
Уникальная геолого-географическая особенность Бахрейна — наличие обширных пресных источников. Собственно с этим связано и само название острова — арабское «аль-Бахрейн» изначально означает «Два моря», то есть место слияния островной пресной и морской солёной воды. Это делало остров на фоне окружающих земель особенно плодородным. Такие природные условия были издавна замечены жителями и посетителями острова, что нашло отражение уже в древних месопотамских мифологических текстах. Так в «Сказании об Энки и Нинхурсаг» Энки говорит: «Отныне и вовеки под солнцем, когда солнце-Уту в небесах восстанет, <…>. Устами воды прибрежной, бегущей воды, злаки из земли для тебя подымутся, по путям твоим просторным вода да выбежит. Город твой водой изобилия тебя напоит. Дильмуи водой изобилия тебя напоит. Твои колодцы с водою горькой да станут колодцами с водою сладкой!».
Дильмун как «райское место» и осмысление его феномена, возможно, способствовало и особому желанию древних людей быть захороненными здесь. С глубокой древности остров был местом предпочтительного культового захоронения (и не только местных жителей). На территории Бахрейна археологами найдены многочисленные — так называемые могильные курганы Дильмуна (числом более 80 или 100 тысяч, и даже более).
В эллинистический период на острове продолжали сохраняться семитские поздние верования, совмещённые общеэллинскими религиозными представлениями и культами. От этого времени до нас дошли небольшие изображения божеств, найденные в ходе археологических раскопок на острове, и в том числе на могильных плитах. Зафиксировано и раннее проникновение сюда христианства.

## Известные по именам правители
| имя           | функция              | датирование              | источник                                                                           |
| ------------- | -------------------- | ------------------------ | ---------------------------------------------------------------------------------- |
| Римум         | царь                 | около 1750 до н. э.      | Надпись с Бахрейна из дворца Римума. В надписях Ягли-Эля упоминается как его отец. |
| Ягли-Эль      | царь                 | около 1750 до н. э.      | Надписи с Бахрейна из его могилы. Сын Римума.                                      |
| Суму-лель     | царь                 | около 1750 до н. э.      | Имя на печати его дочери.                                                          |
| Усиананури…   | касситский наместник | около 1400—1380 до н. э. | Цилиндрическая печать его правнука.                                                |
| Или-иппашра   | касситский наместник | 1340—1320 гг. до н. э.   | Два письма Илилии из Ниппура.                                                      |
| Упери         | царь                 | около 720—706 до н. э.   | Анналы Саргона II.                                                                 |
| Ахундару I    | царь                 | 706—685 гг. до н. э.     | Анналы Саргона II.                                                                 |
| Канайя        | царь                 | около 685—660 до н. э.   | Анналы Асархаддона                                                                 |
| Ахундару II   | царь                 | 660—635 до н. э.         | Анналы Ашшурбанапала                                                               |
| Кефисодор(ос) | стратег              | незадолго до 124 г.      | Храмовая надпись.                                                                  |
| Йархаи        | сатрап Харакены      | около 131 г. н. э.       | Надпись из Пальмиры.                                                               |
| Санатрук      | сатрап (?)           | около 131 г. н. э.       | Табари называет его царём.                                                         |